# Nicola Antonio Porpora

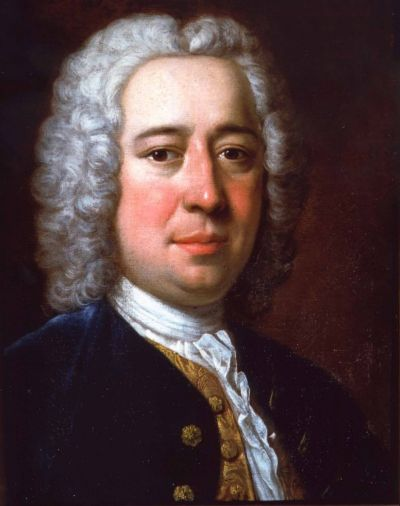
Nicola Porpora

Nicola Antonio Porpora (* 17. August 1686 in Neapel; † 3. März 1768 ebenda) war italienischer Komponist und Gesangslehrer.
Seine berühmtesten Schüler waren die Kastraten Farinelli, Caffarelli und Porporino (eigentlich Antonio Uberti) sowie die Primadonnen Regina Mingotti und Caterina Gabrielli.

## Leben

### Anfänge in Italien
Vom 8. September 1696 bis 1706 besuchte Porpora das Conservatorio dei Poveri di Gesù Cristo in Neapel als Schüler von Gaetano Greco und Ottavio Campanile und trat anschließend als Kapellmeister in die Dienste des Prinzen Philipp von Hessen-Darmstadt, des Kommandanten der kaiserlichen Truppen in Neapel. Als Opernkomponist debütierte er mit Agrippina, die am 4. November 1708 im königlichen Palast in Neapel aufgeführt und am 9. November im Teatro San Bartolomeo wiederholt wurde.
Im Juli 1715 begann Porpora am Conservatorio di Sant’Onofrio (Neapel) seine Tätigkeit als Gesangslehrer, aus der so berühmte Schüler wie die Kastraten Antonio Uberti (der sich zu Ehren seines Lehrers Porporino nannte), Farinelli (Carlo Broschi) und Caffarelli (Gaetano Majorano) hervorgingen. Am 28. August 1720 präsentierte er Farinelli erstmals in einer privaten Aufführung der Festa teatrale Angelica e Medoro (Text von Pietro Metastasio, der damit als Librettist debütierte) im Haus des Principe della Toretta. Sein öffentliches Debüt gab Farinelli im Karneval 1721 am römischen Teatro Alibert in der Oper Eumene von Porpora. Der sensationelle Erfolg seines Meisterschülers gab auch Porporas Karriere starken Auftrieb. 1722 legte er sein Amt am Conservatorio Sant’Onofrio nieder, um sich in den nächsten drei Jahren ganz der Förderung von Farinellis Sängerlaufbahn widmen zu können. Erst 1725 trat er als Leiter des Ospedale degli Incurabili in Venedig wieder eine offizielle Stellung an. Sein bis daher eher sporadisches Opernschaffen mündete nun in eine lange Reihe in rascher Folge entstandener Werke mit vielen Arien speziell für Kastratenstimmen, die an allen wichtigen Bühnen Italiens aufgeführt wurden. In diesen Jahren wetteiferte Porpora mit Leonardo Vinci um den Rang als populärster Opernkomponist Italiens. Vinci hatte Pietro Metastasio auf seiner Seite, der schnell zum gefragtesten Operndichter aufgestiegen war und seine begehrten Libretti meistens ihm, den er als Musiker besonders schätzte, zur Erstvertonung anvertraute. Porpora dagegen standen meist die berühmteren Sänger zur Verfügung, von denen ihm viele als ehemalige Schüler verbunden waren. Die Rivalität zwischen beiden Komponisten fand erst mit Vincis plötzlichem Tod (es hieß, er sei mit einer Tasse vergifteter heißer Schokolade infolge einer Liebesaffäre ermordet worden) im Mai 1730 ein Ende.

### London und die „Opera of the Nobility“
1733 folgte Porpora einer Einladung nach London, um die künstlerische Leitung der neu gegründeten und vom Prince of Wales protegierten „Opera of the Nobility“ zu übernehmen, die mit dem von König Georg II. unterstützten Opernunternehmen Georg Friedrich Händels konkurrierte. Gleich mit seinem ersten Werk für dieses Unternehmen gelang Porpora ein geschickter Schachzug. Nachdem bekannt geworden war, dass Händels für die kommende Spielzeit geplante Oper Arianna in Creta auf der Bearbeitung eines Librettos von Pietro Pariati (Arianna e Teseo) basierte, das Porpora früher selbst bereits vertont hatte, dichtete Paolo Antonio Rolli sogleich eine Fortsetzung. Die neue Oper Arianna in Nasso eröffnete am 29. Dezember 1733 die Saison am Lincoln’s Inn Fields Theatre, vier Wochen bevor Händel am 26. Januar 1734 am King’s Theatre seine Ariadne präsentieren konnte.
Für die nächste Saison pachtete die „Opera of the Nobility“ das Haymarket Theatre; Händel und sein Personal mussten nach Covent Garden übersiedeln. Als zusätzlichen Publikumsmagneten holte man Farinelli nach London, der im Karneval 1734 noch in Italien engagiert gewesen war. Die neue Spielzeit wurde am 29. Oktober 1734 mit Artaserse von Johann Adolph Hasse eröffnet (dass Hasse selbst zur Einstudierung in London anwesend war, wird oft behauptet, ist aber nicht erwiesen). Die Uraufführung dieser Oper hatte bereits im Karneval 1730 in Venedig stattgefunden, ebenfalls mit Farinelli in der Rolle des Arbace. Die mit einer Reihe von Einlagearien aus der Feder von Porpora, Attilio Ariosti und Farinellis Bruder Riccardo Broschi zum Pasticcio erweiterte Fassung war ein spektakulärer Erfolg und verschaffte der Adelsoper solchen Zulauf, dass Händels Personal in der Folge mehrmals vor fast leerem Haus spielen musste. Immerhin gelang es Händel, sich für die nächste Saison die Mitwirkung der berühmten Balletttruppe von Marie Sallé zu sichern, die in London gastierte. Mit Ariodante (8. Januar 1735) und Alcina (16. April 1735) schuf er zwei seiner Meisterwerke, die sich wegen ihrer aufwendigen Chor- und Ballettauftritte auch an szenischer Attraktivität mit den Kassenschlagern der Konkurrenz messen konnten. Porpora setzte dagegen mit Polifemo, pünktlich zum Jahresbeginn am 1. Januar 1735, weiterhin ganz auf die Virtuosität seiner Gesangsstars.

### Rückkehr nach Italien
Das gegenseitige Wettrüsten der Londoner Opernhäuser führte trotz guter Einnahmen (die größtenteils in die Gagen der Sänger investiert werden mussten) bald zur Erschöpfung der finanziellen Ressourcen. Als die beiden rivalisierenden Unternehmen sich nach vier Spielzeiten gegenseitig in den Ruin getrieben hatten, verließ Porpora London und versuchte sich mit seinem Oratorium Gedeone am kaiserlichen Hof in Wien zu empfehlen. Das Werk scheint jedoch keinen besonderen Anklang gefunden zu haben, und die erhoffte Anstellung blieb aus. Porpora kehrte nach Neapel zurück, wo er sogleich wieder Anschluss an das öffentliche Musikleben fand und die Reihe seiner Opern fortsetzen konnte. Besonders die Uraufführung der revidierten Fassung von Semiramide riconosciuta am 20. Januar 1739 im Teatro San Carlo wurde, auch dank der Mitwirkung von Caffarelli, zum Triumph. Im selben Jahr wurde Porpora Erster Lehrer am Conservatorio di Santa Maria di Loreto. 1742 begab er sich zur Aufführung seiner Oper Statira nach Venedig und war dort von 1742 bis 1743 Chorleiter am Ospedale della Pietà und von 1744 bis 1747 am Conservatorio dell’Ospedaletto.

### Zwischenspiel in Dresden
Nachdem Porpora sich nach dem Tod von Leonardo Leo 1744 erfolglos um dessen Nachfolge als Königlicher Kapellmeister in Neapel beworben hatte, verließ er im Jahr darauf Italien und reiste im Gefolge des venezianischen Botschafters Pietro Correr über Wien nach Dresden. Zwischen ihm und dem seit 1731 als Königlich Polnischer und kurfürstlich Sächsischer Kapellmeister dienstlich mit Dresden verbundenen Johann Adolf Hasse entwickelte sich bald eine ernste Rivalität. Mit der Ernennung zum Gesangslehrer der Prinzessin Maria Antonia Walpurgis von Bayern (Dekret vom 1. Februar 1748) und der Ernennung zum Kapellmeister (13. April 1748) war Porpora praktisch Hasse gleichgestellt. Zu den Kompetenzstreitigkeiten kam noch hinzu, dass Porporas Schülerin Regina Mingotti für die amtierende Primadonna Faustina Bordoni (Hasses Gemahlin) zu einer ernsthaften Konkurrentin in der Gunst des Publikums avancierte. Hasses zunehmend schwankende Position wurde wieder gefestigt, als er am 7. Januar 1749 den offiziellen Titel eines Oberkapellmeisters erhielt, was Porpora anscheinend als persönliche Zurücksetzung empfand.

### Letzte Jahre
Zu Anfang des Jahres 1752 verließ Porpora das für ihn immer unerfreulicher gewordene Dresden und ließ sich als Gesangslehrer in Wien nieder. Um die Mitte der 1750er Jahre beschäftigte er den jungen Joseph Haydn als seinen Kammerdiener. Gegen Unterricht, freie Kost und Logis hatte Haydn unter anderem Porporas Gesangsschüler am Klavier zu begleiten. Da er in Wien keine Opernaufträge erhielt, suchte Porpora sich mit der Druckveröffentlichung von 12 Sonaten für Violine und Bass (1754) als Komponist in Erinnerung zu bringen. Die gemessen am damaligen Stand der Instrumentalkomposition bereits altmodischen Werke fanden jedoch nur geringe Resonanz.
1760 kehrte Porpora nach Neapel zurück, wo er am 10. April dieses Jahres die Stelle als Maestro di cappella am Conservatorio di Santa Maria di Loreto antrat. Zugleich erhielt er den Auftrag, das beliebte Libretto Il trionfo di Camilla von Silvio Stampiglia für das Teatro San Carlo neu zu vertonen, einen Text, den er zwanzig Jahre früher für dieselbe Bühne schon einmal komponiert hatte. Die Premiere dieser Neuauflage am 30. Mai 1760 war ein einhelliger Misserfolg, der ihn veranlasste, sich als Opernkomponist endgültig zurückzuziehen. Am 1. Mai 1761 trat er aus unbekannten Gründen von seinem Amt am Konservatorium zurück. Über seine restlichen Lebensjahre gibt es kaum zuverlässige Nachrichten; Metastasio berichtet in einem Brief an Farinelli, Porpora sei arm und vereinsamt in Neapel gestorben.

## Bedeutung
Nicola Porpora galt zu Lebzeiten als bester Gesangslehrer Italiens (und damit Europas) und als unvergleichlicher Kenner der menschlichen Stimme. Seine Unterrichtsmethoden zielten in damals neuartiger Weise auf die Entwicklung der individuellen Fähigkeiten jedes Schülers bis zur perfekten Beherrschung des Stimminstrumentes. Die Bildung eines makellos reinen Tones und die Fähigkeit, jede theoretisch mögliche technische Schwierigkeit mühelos zu meistern, galten als Voraussetzung für die musikalische Interpretation. Auch spätere Musikgeschichtsschreiber führten die Blütezeit der italienischen Gesangskultur im 18. Jahrhundert in erster Linie auf Porporas Wirken zurück.
Als Komponist zählt Porpora zu den Hauptvertretern der Opera seria, der damals in ganz Europa (mit Ausnahme Frankreichs, das noch seine eigene von Jean-Baptiste Lully begründete Tradition bewahrte) vorherrschenden Opernform. Kennzeichnend für diesen Operntypus ist die Trennung von Rezitativen, in denen die Handlung voranschreitet, und geschlossenen Musiknummern, fast ausschließlich Arien, in denen die Figuren des Dramas ihre Gefühle mit den Mitteln des virtuosen Gesangs zum Ausdruck bringen. Das musikalische Erscheinungsbild wird damit vom solistischen Gesang dominiert. Die besungenen Gefühle („Affekte“) waren ähnlich standardisiert wie ihre musikalische Darstellung. Porporas Spezialität war dabei die Aria di bravura, die er auf den Höhepunkt ihrer Entwicklung führte. Der Gesangspart wird in den Stücken dieser Art zum virtuosen Parcours für die Stimme, die durch eine häufig auffallend reiche Orchesterbesetzung mit starker Bläserbeteiligung (Porpora verwendet mit Vorliebe Trompeten und Jagdhörner) noch hervorgehoben wird. In der zärtlichen Empfindungen vorbehaltenen Aria cantabile pflegte er dagegen eine graziöse Melodik mit volkstümlichen Anklängen, wie sie für das frühe italienische Rokoko typisch ist. Dass Porpora die musikalische Umsetzung der eigentlichen Handlung auf die Rezitative beschränkte, die er sehr sorgfältig mit genauer Beachtung der Wortakzente vertonte, und sich in den Arien oft auf rein musikalische Effekte konzentrierte, wurde ihm später häufig zum Vorwurf gemacht, entspricht aber weitgehend der Ästhetik der Opera seria.
Als literarische Figur ging Nicola Porpora in den Roman Consuelo (1842–1843) von George Sand ein.

## Werke (Auswahl)

### Vokalmusik

#### Opern
(in Klammern Librettist, Ort und Jahr der Uraufführung)
- L’Agrippina, „dramma per musica“ in einem Prolog und drei Akten (Nicola Giuvo; Neapel 1708)
- Flavio Anicio Olibrio, „dramma per musica“ in drei Akten (Apostolo Zeno, Pietro Pariati; Neapel 1711)
- Basilio, re d’Oriente, „dramma per musica“ (B. de Domenici nach Giambattista Neri; Neapel 1713, verschollen)
- Arianna e Teseo (I), „dramma per musica“ (Pietro Pariati; Wien 1714)
- Berenice regina d’Egitto o vero Le gare d’amore e di politica (Pasticcio), „dramma per musica“ in drei Akten (Antonio Salvi; 1718, verschollen)
- Temistocle (I), „dramma per musica“ in drei Akten (Apostolo Zeno; Wien 1718)
- Faramondo, „dramma per musica“ in drei Akten (Apostolo Zeno; Neapel 1719)
- Eumene, „dramma per musica“ in drei Akten (Apostolo Zeno; Rom 1721)
- Adelaide, „dramma per musica“ in drei Akten (Antonio Salvi; Rom 1723)
- Amare per regnare, „dramma per musica“ in drei Akten (nach Francesco Silvani; Neapel 1723)
- Semiramide, regina dell’Assiria, „dramma per musica“ in drei Akten (Ippolito Zanelli; Neapel 1724)
- Damiro e Pitia, o vero Le gare dell’amicizia e dell’amore, „dramma per musica“ (Domenico Lalli; München 1724)
- Didone abbandonata, „tragedia per musica“ in drei Akten (Pietro Metastasio; Reggio nell’Emilia 1725)
- Siface, „dramma per musica“ in drei Akten (Pietro Metastasio; Mailand 1725; Neufassung Rom 1730)
- La verità nell’inganno, „dramma per musica“ in drei Akten (Francesco Silvani, Mailand 1726)
- Meride e Selinunte, „dramma per musica“ in drei Akten (Apostolo Zeno; Venedig 1726)
- Siroe, re di Persia, „dramma per musica“ in drei Akten (Pietro Metastasio; Rom 1727)
- Arianna e Teseo (II), „dramma per musica“ (Domenico Lalli nach Pietro Pariati; Venedig 1727)
- Ezio, „dramma per musica“ in drei Akten (Pietro Metastasio; Venedig 1728)
- Semiramide riconosciuta, „dramma per musica“ in drei Akten (Pietro Metastasio; Venedig 1729, Neufassung Neapel 1739)
- Tamerlano, „dramma per musica“ in drei Akten (Agostino Piovene; Turin 1730)
- Mitridate (I), „dramma per musica“ in drei Akten (Filippo Vanstryp; Rom 1730)
- Poro (Alessandro nell’Indie), „dramma per musica“ in drei Akten (Pietro Metastasio, Turin 1731)
- Annibale, „dramma per musica“ in drei Akten (Filippo Vanstryp; Venedig 1731)[2]
- Didone abbandonata (Pasticcio), „dramma per musica“ in drei Akten (Pietro Metastasio; Rom 1732)
- Germanico in Germania, „dramma per musica“ in drei Akten (Nicola Coluzzi; Rom 1732)
- Issipile, „dramma per musica“ in drei Akten (Pietro Metastasio; Rom 1733)
- Arianna in Nasso, „melodramma“ in drei Akten (Paolo Antonio Rolli; London 1733)
- Enea nel Lazio, „melodramma“ in drei Akten (Paolo Antonio Rolli; London 1734)
- Polifemo, „melodramma“ in drei Akten (Paolo Antonio Rolli; London 1735), Wiederaufführung beim Festival Bayreuth Baroque 2021
- Ifigenia in Aulide, „melodramma“ in drei Akten (Paolo Antonio Rolli, Apostolo Zeno; London 1735), Wiederaufführung beim Festival Bayreuth Baroque 2024[3]
- Mitridate (II), „opera“ in drei Akten (C. Gibber; London 1736)
- Orfeo (Pasticcio), „melodramma“ (Paolo Antonio Rolli; London 1736)
- Lucio Papirio, „dramma per musica“ in drei Akten (Antonio Salvi, Domenico Lalli; Venedig 1737)
- Rosbale, „dramma per musica“ in drei Akten (Domenico Lalli; Venedig 1737)
- Hochzeit der Statira, Königin von Persien (Pasticcio), „Singe-Spiele“ in drei Akten (Roberto Girolamo Frigimelica, Christoph Gottlieb Wend; Hamburg 1737)
- Carlo il Calvo, „dramma per musica“ in drei Akten (anonym nach Francesco Silvani; Rom 1738), Wiederaufführung beim Festival Bayreuth Baroque 2020
- Le nozze d’Ercole ed Ebe, „favola per musica“ (Neapel 1739)
- Il barone di Zampano, „melodramma“ in drei Akten (Pietro Trinchera; Neapel 1739)
- L’amico fedele, „commedia in musica“ (Pietro Giuseppe Di; Neapel 1739)
- Il trionfo di Camilla (I), „dramma per musica“ in drei Akten (Silvio Stampiglia; Neapel 1740)
- Tiridate, „dramma per musica“ (Pietro Metastasio: Zenobia; Neapel 1740)
- Il trionfo del valore (Pasticcio), „commedia per musica“ in drei Akten (Antonio Palomba; Neapel 1741)
- Statira, „dramma per musica“ in drei Akten (Carlo Goldoni nach Francesco Silvani; Venedig 1742)
- Temistocle (II), „dramma per musica“ in drei Akten (Pietro Metastasio; London 1743)
- Filandro, „dramma comico-pastorale“ (Vincenzo Cassani; Dresden 1747)
- Il trionfo di Camilla (II), „dramma per musica“ in drei Akten (Silvio Stampiglia, Giovanni Battista Lorenzi; Neapel 1760)

#### Serenaten
- Serenata (Wien 1712)
- Nuova aurea e culta età dell’onore, Serenata in zwei Akten (Rom 1713)
- Angelica, „festa teatrale“ in zwei Akten (Pietro Metastasio; Neapel 1720)
- Gli orti esperidi, „componimento dramatico da cantarsi“ (Pietro Metastasio; Neapel 1721)
- Imeneo, „componimento drammatico“ (Silvio Stampiglia; Neapel 1723)
- Imeneo in Atene, „componimento drammatico“ (Silvio Stampiglia; Venedig 1726)
- Leudaclo e Tosi, „egloga“ (Giuseppe Maria Cati; Venedig 1733)
- Festa d’Imeneo, „componimento drammatico“ (Paolo Antonio Rolli; London 1736)

#### Kantaten
- 12 Kantaten Op. 1 (6 für Sopran, 6 für Alt, dem Prince of Wales gewidmet, London 1735)
- ca. 60 Kantaten, die in Manuskripten weitverstreut erhalten sind.

#### Oratorien
- Davide e Bersabea (Rolli; London 1734)
- Gedeone (anonym; Wien 1737)

### Instrumentalmusik
- 6 Sinfonie da camera, Op. 2 (gedruckt London 1736)
- 12 Sonaten für Violine und Bass, Op. 12 (gedruckt Wien 1754)
- 12 Triosonaten für 2 Violinen und Bass (gedruckt Wien 1754)
- Sonaten für Cello und Bass
- Konzerte für Violoncello und Streicher
- Konzert für Flöte, Streicher und Bass

## Diskographie (Auswahl)
- Angelica e Medoro (unter dem Titel Orlando), mit Robert Expert (Orlando), Betsabée Haas (Angelica), Olga Pitarch (Medoro), Real Compania Opera da Camera, Leitung: Juan Bautista Otero, K 617, Nr. K617177
- Sonaten für Violine und B. c. op. 12, mit Anton Steck (Violine) und Christian Rieger (Cembalo), MDG, Nr. 3585344
- Porpora. Il Vulcano. Cantatas for Soprano, mit Maria Laura Martorana (Sopran), Brilliant, veröffentlicht 2012
- Arias for Farinelli by Porpora, mit Philippe Jaroussky (Countertenor), Warner, veröffentlicht 2013